# Aleksandr Jermiłow
Aleksandr Borisowicz Jermiłow (ros. Александр Борисович Ермилов, ur. 12 grudnia 1954 w Iwanowie) – radziecki siatkarz. Dwukrotny medalista olimpijski.
W reprezentacji Związku Radzieckiego grał w latach 1975–1980. Oprócz dwóch medali igrzysk olimpijskich – srebra w 1976 i złota w 1980 – sięgnął po złoty medal mistrzostw świata (1978) i trzykrotnie zostawał mistrzem Europy (1975, 1977, 1979). W latach 1972–1982 był graczem Avtomobilista Leningrad, z którym stawał na podium mistrzostw ZSRR.
Pracował jako trener.